# Filmografia de Judy Garland

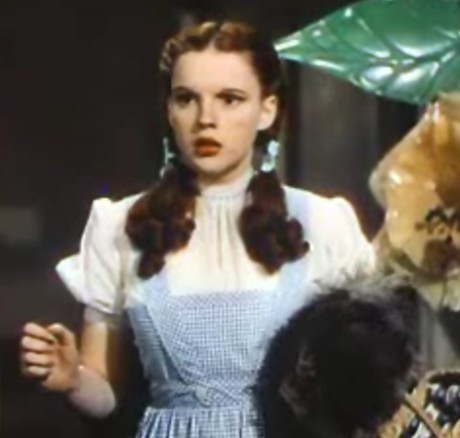
Judy Garland como Dorothy Gale em O Mágico de Oz, papel que a projetou no cinema.

Com uma carreira de mais de 40 anos, Judy Garland atuou no teatro, cinema e televisão, em mais de 40 filmes. Foi indicada diversas vezes ao Óscar e ao Golden Globe, recebendo um Óscar Juvenil e um Golden Globe. Sua carreira cinematográfica foi interrompida em 1951 após ser escalada para alguns filmes e não ser capaz de completá-los, retornando as telas em 1954 em A Star Is Born e continuou atuando até 1963.
Embora Judy Garland tenha estreado um espetáculo apenas em 1943, somente após a estagnação da sua carreira no cinema que os concertos ficaram mais frequentes, começando com uma série de apresentações aclamadas pela crítica em 1951 no London Palladium. Garland estabeleceu um recorde quando apareceu por 19 semanas no Palace Theatre em Nova Iorque, também em 1951 e seu espetáculo de 1961 Judy at Carnegie Hall é frequentemente descrito como uma das maiores noites da história do show business. Ela continuou a fazer apresentações até três meses antes de sua morte em 1969.
Garland estrelou uma série de especiais de televisão a partir de 1955, quando ela apareceu no primeiro episódio de Ford Star Jubilee. O sucesso desses especiais levou CBS para oferecer Garland uma série regular. The Judy Garland Show estreou em 1963 e apesar de bem recebido pela crítica sofre com os índices de audiência uma vez que concorria diretamente com Bonanza, que era o programa mais popular da época.The Judy Garland Show foi cancelado após uma temporada, mas Garland e a série foi indicada ao Emmy Award.

## Filmografia
| Filme                        | Ano  | Papel |
| ---------------------------- | ---- | --- |
| The Big Revue                | 1929 | Ela mesma, com as Gumm Sisters |
| A Holiday in Storyland       | 1930 | Ela mesma, com as Gumm Sisters. Inclui a primeira apresentação solo de Judy , "Blue Butterfly."                                           |
| Bubbles                      | 1930 | Ela mesma, com as Gumm Sisters. |
| The Wedding of Jack and Jill | 1930 | Ela mesma, com as Gumm Sisters |
| La Fiesta de Santa Barbara   | 1935 | Ela mesma, com as Gumm Sisters |
| Every Sunday                 | 1936 | Judy. Primeiro papel na MGM. |
| Pigskin Parade               | 1936 | Sairy Dodd |
| Broadway Melody of 1938      | 1937 | Betty Clayton |
| Thoroughbreds Don't Cry      | 1937 | Cricket West |
| Everybody Sing               | 1938 | Judy Bellaire |
| Love Finds Andy Hardy        | 1938 | Betsy Booth |
| Listen, Darling              | 1938 | "Pinkie" Wingate |
| The Wizard of Oz             | 1939 | Dorothy Gale |
| Babes in Arms                | 1939 | Patsy Barton. Judy foi premiada com um Óscar Juvenil "pela sua atuação nesse filme e em o Mágico de Oz.                                   |
| Andy Hardy Meets Debutante   | 1940 | Betsy Booth |
| Strike Up the Band           | 1940 | Mary Holden |
| Little Nellie Kelly          | 1940 | Nellie Noonan Kelly, Little Nellie Kelly                                                                                                  |
| Ziegfeld Girl                | 1941 | Susan Gallagher |
| Life Begins for Andy Hardy   | 1941 | Miss Betsy Booth |
| Babes on Broadway            | 1941 | Penny Morris |
| We Must Have Music           | 1942 | Ela mesma |
| For Me and My Gal            | 1942 | Jo Hayden |
| Thousands Cheer              | 1943 | Ela mesma |
| Presenting Lily Mars         | 1943 | Lily Mars |
| Girl Crazy                   | 1943 | Ginger Gray |
| Meet Me in St. Louis         | 1944 | Esther Smith |
| The Clock                    | 1945 | Alice Mayberry |
| Ziegfeld Follies             | 1945 | A Estrela |
| The Harvey Girls             | 1946 | Susan Bradley |
| Till the Clouds Roll By      | 1946 | Marilyn Miller |
| Words and Music              | 1948 | Ela mesma |
| The Pirate                   | 1948 | Manuela Ava |
| Easter Parade                | 1948 | Hannah Brown |
| In the Good Old Summertime   | 1949 | Veronica Fisher |
| Summer Stock                 | 1950 | Jane Falbury |
| A Star Is Born               | 1954 | Vicki Lester (Esther Blodgett). Judy ganhou o Golden Globe de melhor atriz em comédia ou musical e foi indicada ao Oscar de melhor atriz. |
| Pepe                         | 1960 | Ela mesma (somente voz) |
| Judgment at Nuremberg        | 1961 | Mrs. Irene Hoffman Wallner. Judy foi indicada ao Óscar e ao Golden Globe de atriz coadjuvante.                                            |
| Gay Purr-ee                  | 1962 | Mewsette (somente voz) |
| A Child Is Waiting           | 1963 | Jean Hansen |
| I Could Go on Singing        | 1963 | Jenny Bowman |

### Filmes não terminados
- The Barkleys of Broadway (1949) - Judy Garland estava utilizando medicação prescrita para dormir em conjunto com pílulas à base de morfina, obtidas ilegalmente. Somando-se também fortes enxaquecas que levaram a Judy perder diversos dias de filmagem. Depois de avisado pelo médico da atriz que ela somente estaria apta ao trabalho após quatro ou cinco dias de descanso, o executivo da MGM, Arthur Freed, a suspendeu em 18 de julho de 1948. Ela foi substituída por Ginger Rogers.[5]
- Annie Get Your Gun (1950) - Garland estava nervosa com a perspectiva de representar Annie Oakley, um papel fortemente identificado com Ethel Merman. Ela começou a atrasar para as gravações e foi suspensa em 10 de maio de 1949 e substituída por Betty Hutton.[6]
- Royal Wedding (1951) - Chamada para substituir June Allyson, que engravidara, Judy novamente apresentou diversos atrasos para gravação e aos ensaios com Fred Astaire e o diretor Charles Walters. O estúdio suspendeu seu contrato em 17 de junho de 1950 e ela foi substituída por Jane Powell.[7]
- O Vale das Bonecas (1967) - Judy estava escalada para atuar no filme baseado no livro homônimo de Jacqueline Susann no papel de Neely O'Hara. Como em outros projetos começou a se atrasar, perder diversos dias de filmagem e atrasar a produção do filme por se recursar a sair do camarim. Ela foi substituída em abril de 1967 por Susan Hayward.[8]

## Espetáculos
Judy se apresentou em shows cerca de 1.100 vezes. Listed below are some of her key concert performances.
| Data                        | Local                           | Nota |
| --------------------------- | ------------------------------- | --- |
| 10 de julho de 1943         | Filadelfia                      | Sua primeira apresentação solo no Robin Hood Dell; Andre Kostelanetz conduziu a orquestra. |
| 9 de abril de 1951          | Londres                         | Judy abre seu próprio show no London Palladium; o show é realizado duas vezes por noite com matinês às quartas e sábados. |
| 1 de julho de 1951          | Dublin                          | Executa na Irlanda, no Theatre Royal de Dublin 14 apresentações com ingressos esgotados, onde seu show foi realizado para 50.000 pessoas, o que era sem precedentes para a época. Após a chegada em Dublin, ela foi recebida por uma multidão, a quem ela cantou da janela de seu camarim. |
| 16 de outubro de 1951       | Nova Iorque                     | A lendária abertura do Palace Theatre de Nova Iorque The legendary Palace Theater, o show se estende por 19 semanas e quebra todos os recordes de bilheteria. Ela retorna no período entre 16 de novembro de 1951 até 24 de fevereiro de 1952. |
| 1956                        | New Frontier Hotel em Las Vegas | Garland realiza uma série de apresentações por quatro semanas por um salário de US $ 55.000 por semana, fazendo dela a artista mais bem paga para trabalhar em Las Vegas até o momento. Apesar de um breve ataque de laringite, suas performances foram tão bem-sucedidas que o seu prazo foi prorrogado mais uma semana. |
| 11 de maio de 1959          | Nova Iorque                     | Abertura do Metropolitan Opera House, em Nova Iorque por sete noites. |
| 3 e 5 de outubro de 1960    | Paris                           | Palais de Chaillot, apelidada pela crítica francesa como "La Piaf Americaine" |
| 28 a 29 de outubro de 1960  | Paris                           | Apresentação no célebre Olympia |
| Outubro de 1960             | Amesterdão                      | O show é transmitido ao vivo por uma rádio europeia e considerado à mesma altura com o desempenho Carnegie Hall no ano seguinte. |
| 23 de abril de 1961         | Nova Iorque                     | O lendário show no Carnegie Hall. |
| 16 de setembro de 1961      | Los Angeles                     | Executa a apresentação do Carnegie Hall no Hollywood Bowl com ingressos esgotados, apesar de forte chuva. |
| Maio de 1964                | Sydney/Melbourne                | Talvez o maior insucesso da turnê de Judy e casa de várias controvérsias. As críticas dos dois shows de Sydney foram positivas, entretanto a parte da turnê de Melbourne foi um desastre. A plateia ficou irritada com o atraso para o começo do show, ela era incapaz de lembrar as letras e arrastava aquelas que se lembrava. Ela deixou o palco após 20 minutos. Foi a primeira vez em sua carreira que ela recebeu críticas negativas e onde ela tinha sido vaiada por uma plateia. |
| 8 e 15 de novembro de 1964  | Londres                         | Realiza com a filha Liza Minnelli um show no London Palladium para a ITV. O show é gravado e lançado como um álbum duplo pela Capitol Records. |
| 31 de julho de 1967         | Nova Iorque                     | Volta ao Palace Theatre para uma série de apresentações. |
| 31 de agosto de 1967        | Boston                          | Maior público; cerca de 100.000 pessoas assistiram seu concerto gratuito ao ar livre no Boston Common. |
| 25 e 27 de dezembro de 1967 | Nova Iorque                     | Show no Madison Square Garden. |
| 25 de março de 1969         | Copenhagen                      | Última apresentação de Judy, no Falkoner Centre em Copenhagen. |

## Televisão
As aparições de Judy Garland na televisão incluem:
| Data                                         | Título                                                   | Rede | Nota |
| -------------------------------------------- | -------------------------------------------------------- | ---- | --- |
| 24 de setembro de 1955                       | Ford Star Jubilee                                        | CBS  | A primeira transmissão a cores em grande escala da CBS. |
| 8 de abril de 1956                           | General Electric Theater                                 | CBS  | Programado para ser o primeiro de uma série de especiais CBS de três anos com um contrato de 300.000 dólares com Garland, este foi o único produzido antes da relação entre Garland e o marido Sid Luft e CBS entrassem em uma disputa sobre o formato planejado dos próximos especiais. |
| 25 de fevereiro de 1962                      | The Judy Garland Show                                    | CBS  | Com Frank Sinatra e Dean Martin. Indicado a quatro Emmy Awards. |
| 19 de março de 1963                          | Judy Garland and Her Guests Phil Silvers e Robert Goulet | CBS  | Indicado ao Emmy. |
| 29 de setembro de 1963 - 29 de março de 1964 | The Judy Garland Show                                    | CBS  | Única série regular de Judy. Cancelada após uma temporada e 26 episódios. Garland e a série foram indicadas ao Emmy. |
| 1 de dezembro de 1964December 1, 1964        | Judy and Liza at the Palladium                           | ITV  | Transmissão de novembro de 1964, com aparição de Liza Minnelli. |
| 19 de janeiro de 1969                        | Sunday Night at the London Palladium                     | ITV  | |